# San Joaquín kommun, Chile
San Joaquín är en kommun i Chile.   Den ligger i provinsen Provincia de Santiago och regionen Región Metropolitana de Santiago, i den mellersta delen av landet. 